# The Fountain (альбом Echo & the Bunnymen)
The Fountain — одинадцятий студійний альбом англійської групи Echo & the Bunnymen, який був випущений 12 жовтня 2009 року.

## Композиції
1. Think I Need It Too — 3:41
2. Forgotten Fields — 3:46
3. Do You Know Who I Am? — 2:52
4. Shroud of Turin — 4:10
5. Life of a Thousand Crimes — 3:22
6. The Fountain — 4:01
7. Everlasting Neverendless — 3:08
8. Proxy — 3:15
9. Drivetime — 4:11
10. The Idolness of Gods — 4:26

## Учасники запису
- Іен Маккаллох — вокал
- Уїлл Сарджент — гітара
- Стівен Бреннан — бас гітара
- Горді Гоуді — гітара
- Кері Джеймс — клавішні
- Ніколас Килрой — ударні